# Архиепархия Гатино
Архиепархия Гатино́ (лат. Archidioecesis Gatinensis) — архиепархия Римско-Католической церкви с центром в городе Гатино, Канада. В архиепархию Гатино входят епархии Эймоса, Мон-Лорье, Руэн-Норанды. Кафедральным собором архиепархии является собор святого Иоанна Марии Вианнея в городе Гатино.

## История
27 апреля 1963 года римский папа Иоанн XXIII издал буллу Quia dioecesim, которой учредил епархию Холла, выделив её из архиепархии Оттавы. 1 марта 1982 года епархия Холла была переименована в епархию Гатино-Холла.
31 октября 1990 года римский папа Иоанн Павел II издал буллу De spirituali Christifidelium, которой преобразовал епархию Гатино-Холла в архиепархию.
28 октября 2005 года архиепархия Гатино-Холла была переименована в архиепархию Гатино.

## Ординарии архиепархии
- епископ Поль-Эмиль Шарбонно (21.05.1963 — 12.04.1973);
- епископ Адольф Пру (13.02.1974 — 22.07.1987);
- архиепископ Роже Эбашер (30.03.1998 — 12.10.2011);
- архиепископ Поль-Андре Дюроше (12.10.2011 — по настоящее время).

## Источник
- Annuario Pontificio, Libreria Editrice Vaticana, Città del Vaticano, 2003, ISBN 88-209-7422-3
- Булла Quia dioecesim Архивная копия от 16 сентября 2019 на Wayback Machine, AAS 56 (1964), стр. 323 (лат.)
- Булла De spirituali Christifidelium Архивная копия от 11 июля 2020 на Wayback Machine, AAS 83 (1991), стр. 13 (лат.)